# Die graue Elster
Die graue Elster ist ein deutscher Detektivfilm aus dem Jahre 1920 der Filmreihe Stuart Webbs. Die Titelrolle spielt Ernst Reicher.

## Handlung
Dr. Mayens Sekretär ist mit einem hohen Geldbetrag in der Eisenbahn unterwegs, als er während der Fahrt bei einem Anschlag durch eine Explosion getötet wird. Daraufhin schaltet man den Detektiv Stuart Webbs ein. Bald kann dieser die Hintergründe des Verbrechens aufdecken und den vor dem Ruin stehenden Bankier Birnsen als Drahtzieher ausmachen. Ausführende Organe des hinterhältigen Anschlags waren seine Geliebte, genannt „die graue Elster“, und der Ganove Briks. Von Webbs enttarnt, tötet sich der bankrotte Bankier selbst.

## Produktionsnotizen
Die graue Elster wurde im Frühjahr 1920 gedreht und wurde am 14. Mai 1920 in München uraufgeführt. Der vieraktige Film besaß 1206 Meter Länge und wurde mit Jugendverbot belegt. In Österreich wurde der Film für den 17. September 1920 mit einer Länge von rund 1400 Metern angekündigt.

## Kritik
In Paimann’s Filmlisten ist zu lesen: „Stoff interessant, Photos und Szenerie sehr gut, Spiel ausgezeichnet.“